# John Leahy
Pour les articles homonymes, voir Leahy.
John Leahy est un homme d'affaires américain né à New York en août 1950,. Il est directeur adjoint - clients du groupe Airbus, et grimpe les échelons jusqu'à devenir Directeur Commercial auprès de clients internationaux. Il prend sa retraite en 2017.

## Biographie

### Formation et début professionnel
Il grandit dans le Queens (New York). Il obtient un premier diplôme de communication et de technologie. Titulaire du brevet de pilote puis d'un diplôme d’instructeur, il vole pour son travail au-dessus des Grands Lacs. Scolarisé à l’université de Syracuse dans l'État de New York où il décrochera un MBA, il s’improvise chauffeur de taxi pour payer ses études. Titulaire d'un brevet de pilotage, d'une licence d'économie et d'un MBA, il postule pour un poste de directeur financier chez American Airlines, où on lui répondra qu'il avait le meilleur profil mais semblait trop original pour la culture d'entreprise. Il entre chez Airbus après quelques années d'expérience dans diverses entreprises. 

### Carrière chez Airbus
Après sept ans passés au service marketing de Piper Aircraft, spécialiste des petits avions de tourisme, il est débauché par Airbus en 1985 pour doper les ventes sur le continent américain. Promu directeur commercial monde en 1994, il fait bondir les parts de marché du constructeur de 18 % à 50 %. 
Après la fusion d’Airbus et de sa maison mère en 2017, il devient Chief Operating Officer – Customers (directeur adjoint - clients) de l’ensemble du groupe. 
Il est célèbre chez Airbus pour avoir vendu 16 000 avions au cours de sa carrière, dont la commande de 273 A320neo et 157 A321neo annoncée par Indigo Partners, plus gros contrat de l’histoire d'Airbus en nombre d’avions,. Il a grimpé les échelons chez l'avionneur jusqu'à avoir un statut de VIP, et d'être très proche de hauts responsable de ses clients.

## Vie privée
En 1974, John Leahy se marie avec Grace, une professeur de mathématiques et d'informatique. Ils sont les parents de trois enfants. Il est officier de l’ordre national de la Légion d'honneur.